# Finale Doshi-Velez

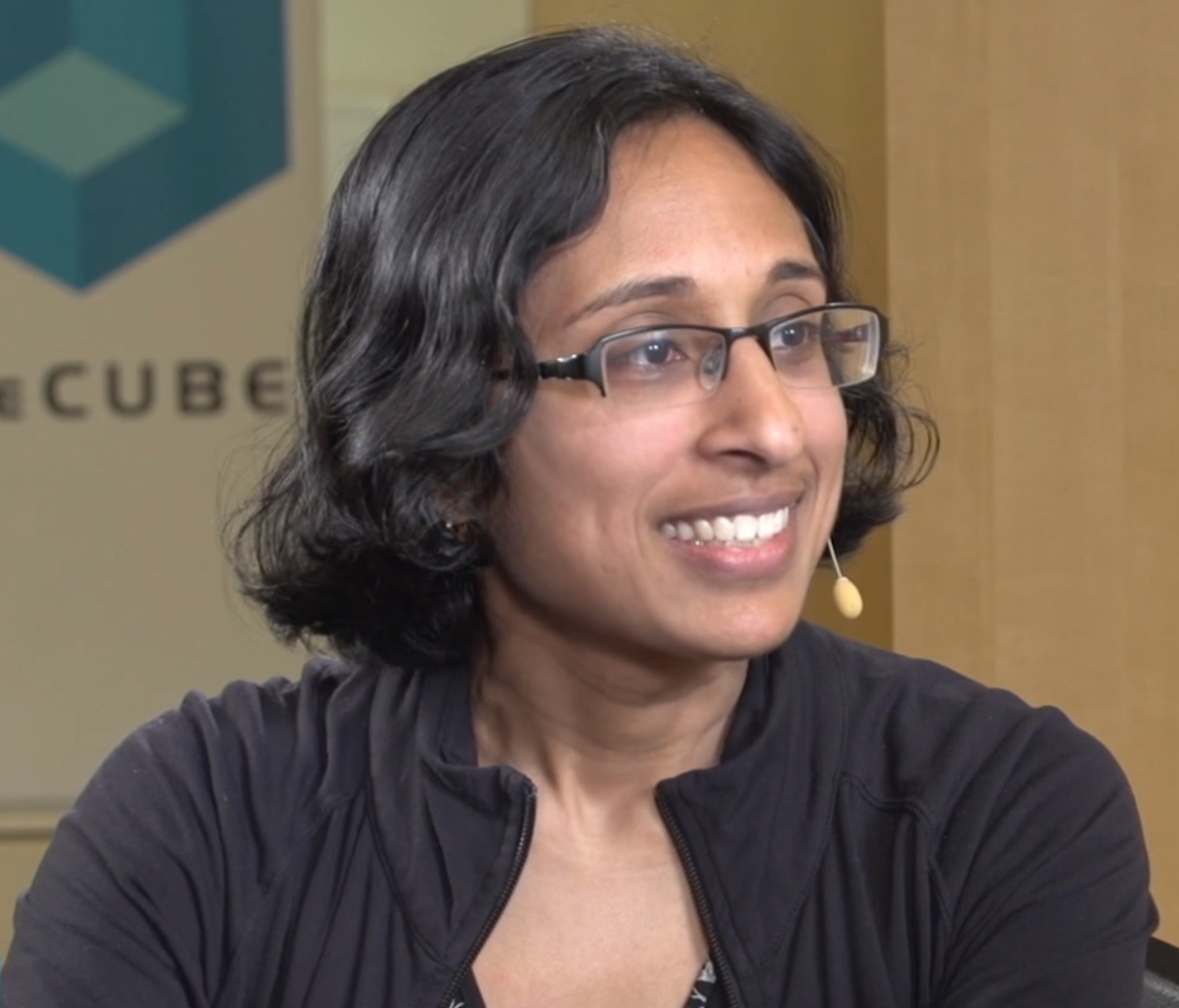
Finale Doshi-Velez, 2017

Finale Doshi-Velez ist eine US-amerikanische Ingenieurin und Informatikerin. Sie ist Professorin für Engineering and Applied Sciences an der Harvard University. Sie befasst sich mit maschinellem Lernen, Computational Statistics und dem Gesundheitswesen.

## Studium
Doshi-Velez studierte Luft- und Raumfahrttechnik am Massachusetts Institute of Technology. Ihren Master-Abschluss machte sie 2007. Im Jahr 2007 erhielt Doshi-Velez ein Marshall-Stipendium für ein Studium am Trinity College (Cambridge), wo sie ihren zweiten Master-Abschluss über den indischen Buffet-Prozess erwarb. Sie hatte eine Doktorandenstelle am Massachusetts Institute of Technology, wo sie mit Nicholas Roy an Bayesscher nichtparametrischer Statistik arbeitete. Sie war Postdoc für Bioinformatik an der Harvard Medical School. Sie ist Professorin für Ingenieurwissenschaften und angewandte Wissenschaften an der John A. Paulson School of Engineering and Applied Sciences der Harvard University.

## Forschung und Karriere
Doshi-Velez nutzt Big Data für medizinische Anwendungen, einschließlich der Diagnose von Krankheiten. Sie arbeitet seit 2014 an der Harvard-Universität. Ärzte stellen Diagnosen auf der Grundlage der Symptome ihrer Patienten. Klinische Daten können mit latenten Variablenmodellen kombiniert werden, um Vorhersagen über verborgene Krankheiten zu treffen. Doshi-Velez verwendet weiterhin die nichtparametrische Bayes'sche Statistik zur Modellierung latenter Variablen. Sie entwickelt datenbasierte Phänotypen für Autismus-Spektrum-Störungen, das Reizdarmsyndrom und Typ-2-Diabetes. Mithilfe der Clusteranalyse stellte Doshi-Velez fest, dass bestimmte Menschen mit Autismus-Spektrum-Störungen anfälliger für schwere psychiatrische Störungen sind. Sie interessiert sich für personalisierte Medizin für Patienten, die an HIV und Depressionen leiden. Doshi-Velez ist daran interessiert, ihre Algorithmen für Ärzte interpretierbar zu machen.
Doshi-Velez hat viele populärwissenschaftliche Vorträge gehalten, darunter zwei TED Talks mit den Titeln „The Possibility of Explanation“ und „AI for Understanding Disease“. Im Jahr 2017 sprach sie bei Google über Verantwortlichkeit in der künstlichen Intelligenz.

### Preise und Auszeichnungen
- 2013 Institute of Electrical and Electronics Engineers Top 10 in Artificial Intelligence[8][13]
- 2016 Air Force Research Laboratory Young Investigator Award[14][15]
- 2018 Sloan Research Fellowship[16]
- 2019 Everett Mendelsohn Excellence in Mentoring Award[17]
- 2019 J. P. Morgan Faculty Award Recipient[18]